# Президент на Чехословакия
Това е списък по хронологичен ред на чехословашките президенти от възникването на Чехословакия през 1918 г. до разделянето на страната на две нови държави: Чехия и Словакия през 1992 г. През този период Чехословакия има 9 различни президенти, в които не се включва президентът на Първата словашка република.

## Хронологичен списък на президентите на Чехословакия
| Период | Период | Поред ност | Портрет                | Име (роден – починал)           | Встъпване в длъжност | Прекратяване на мандата | Партия                                | Забележка |
| --- | --- | ---------- | ---------------------- | ------------------------------- | -------------------- | ----------------------- | ------------------------------------- | --- |
| Първа република (1918 – 1938) | Първа република (1918 – 1938) | 1.         | Tomáš Garrigue Masaryk | Томаш Масарик (1850 – 1937)     | 14 ноември 1918      | 14 декември 1935        | безпартиен                            | Общо 4 мандата: 1918 – 1920, 1920 – 1927, 1927 – 1934, 1934 – 1935, последният недовършен, подава оставка по здравословни причини                                                                          |
| Първа република (1918 – 1938) | Първа република (1918 – 1938) | 2.         | Edvard Beneš           | Едвард Бенеш (1884 – 1948)      | 18 декември 1935     | 5 октомври 1938         | Чешка народно-социална партия         | 1 недовършен мандат. Абдикира на 22 октомври 1938 и заминава за Лондон. |
| Втора република (1938 – 1939) | Втора република (1938 – 1939) | 3.         |                        | Емил Хаха (1872 – 1945)         | 30 ноември 1938      | 14 март 1939            | безпартиен                            | 1 недовършен мандат. Избран от двукамерния Чехословашки парламент с 272 гласа от 312 действителни. |
| Военен период (1939 – 1945) | Протекторат Чехия и Моравия |            |                        | Емил Хаха                       | 15 март 1939         | 9 май 1945              | безпартиен                            | Държавен президент на Протекторат Чехия и Моравия Фактически преназначен на този пост от ръководството на Третия райх.                                                                                     |
| Военен период (1939 – 1945) | Първа словашка република (1939 – 1945) |            | Jozef Tiso             | Йозеф Тисо (1887 – 1947)        | 26 октомври 1939     | 3 април 1945            | Словашка народна партия               | С личната подкрепа на Хитлер е обявена автономия на Словакия, а Тисо е избран за президент. |
| Военен период (1939 – 1945) | Задгранично правителство на Чехословакия в Лондон |            | Edvard Beneš           | Едвард Бенеш                    | 21 юли 1940          | 2 април 1945            |                                       | Президент на Чехословакия (в изгнание) Продължение на мандата от 1935, с подкрепата (вкл. и финансова), на Великобритания. От юни 1941 признат и от СССР.                                                  |
| Следвоенна Чехословакия (Трета република) (1945 – 1948) | Следвоенна Чехословакия (Трета република) (1945 – 1948) | 4.         | Edvard Beneš           | Едвард Бенеш                    | 2 април 1945         | 7 юни 1948              | Чешка народно-социална партия         | Избран единодушно от парламента за Президент на Чехословакия. Подава оставка по здравословни причини. |
| Чехословашка социалистическа република (1948 – 1989) до 1960 Чехословашка република, 1960 – 1990 официално название Чехословашка социалистическа република | Чехословашка социалистическа република (1948 – 1989) до 1960 Чехословашка република, 1960 – 1990 официално название Чехословашка социалистическа република | 5.         | Клемент Готвалд        | Клемент Готвалд (1896 – 1953)   | 14 юни 1948          | 14 март 1953            | Комунистическа партия на Чехословакия | Избран единодушно от парламента вече по новата комунистическа конституция. Почива на поста. |
| Чехословашка социалистическа република (1948 – 1989) до 1960 Чехословашка република, 1960 – 1990 официално название Чехословашка социалистическа република | Чехословашка социалистическа република (1948 – 1989) до 1960 Чехословашка република, 1960 – 1990 официално название Чехословашка социалистическа република | 6.         | Антонин Запотоцки      | Антонин Запотоцки (1884 – 1957) | 21 март 1953         | 13 ноември 1957         | Комунистическа партия на Чехословакия | Избран единодушно от парламента като единствен кандидат. Почива на поста. |
| Чехословашка социалистическа република (1948 – 1989) до 1960 Чехословашка република, 1960 – 1990 официално название Чехословашка социалистическа република | Чехословашка социалистическа република (1948 – 1989) до 1960 Чехословашка република, 1960 – 1990 официално название Чехословашка социалистическа република | 7.         | Антонин Новотни        | Антонин Новотни (1904 – 1975)   | 19 ноември 1957      | 28 март 1968            | Комунистическа партия на Чехословакия | Мандатът съкратен на 5 г. Избран единодушно от парламента като единствен кандидат. |
| Чехословашка социалистическа република (1948 – 1989) до 1960 Чехословашка република, 1960 – 1990 официално название Чехословашка социалистическа република | Чехословашка социалистическа република (1948 – 1989) до 1960 Чехословашка република, 1960 – 1990 официално название Чехословашка социалистическа република | 8.         | Лудвик Свобода         | Лудвик Свобода (1895 – 1979)    | 30 март 1968         | 28 май 1975             | Комунистическа партия на Чехословакия | Първи мандат 1968 – 1973 Избран с тайно гласуване след предварителни консултации. „За“ 282, „въздържали се“ – 6. Изборът се ръководи от Александър Дубчек Втори мандат 1973 – 1975, отстранен от длъжност. |
| Чехословашка социалистическа република (1948 – 1989) до 1960 Чехословашка република, 1960 – 1990 официално название Чехословашка социалистическа република | Чехословашка социалистическа република (1948 – 1989) до 1960 Чехословашка република, 1960 – 1990 официално название Чехословашка социалистическа република | 9.         | Густав Хусак           | Густав Хусак (1913 – 1991)      | 29 май 1975          | 10 декември 1989        | Комунистическа партия на Чехословакия | Първи мандат 1975 – 1980 Втори мандат 1980 – 1985 Трети мандат 1985 – 1989 Подава оставка след Нежната революция.                                                                                          |
| Чехословашка социалистическа република (1948 – 1989) до 1960 Чехословашка република, 1960 – 1990 официално название Чехословашка социалистическа република | Чехословашка социалистическа република (1948 – 1989) до 1960 Чехословашка република, 1960 – 1990 официално название Чехословашка социалистическа република | 10.        | Václav Havel           | Вацлав Хавел (1936 – 2011)      | 29 декември 1989     | 28 март 1990            | Граждански форум                      | Първи мандат 1989 – 1990 Избор с явно гласуване от двете камери на Федералния парламент. |
| Чешка и Словашка Федеративна република (1990 – 1992) | Чешка и Словашка Федеративна република (1990 – 1992) | 10.        | Václav Havel           | Вацлав Хавел (1936 – 2011)      | 29 март 1990         | 20 юли 1992             | Граждански форум                      | Втори мандат 1990 – 1992 Избран само за две години |

## Криза в избора на президент
От юли 1992 до края на 1992 г. следват няколко неуспешни избори за президент на Чехословакия. През този период, до разделянето на страната на Чехия и Словакия, Чехословакия остава без действително избран президент.

## Виж също
За периода след 1993 г. виж Президент на Чехия и Президент на Словакия.